# São Domingos do Araguaia
São Domingos do Araguaia – miasto i gmina w Brazylii, w stanie Pará. Znajduje się w mezoregionie Sudeste Paraense i mikroregionie Marabá.